# Omne Datum Optimum

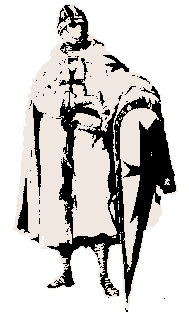
Templário

Omne Datum Optimum (do latim "toda boa dádiva"), foi uma Bula Papal emitida pelo Papa Inocêncio II em 29 de março de 1139 que inicialmente formalizou a criação da Ordem dos Pobres Cavaleiros de Cristo e do Templo de Salomão, também conhecida como Ordem do Templo e mais popularmente conhecida como Ordem dos Cavaleiros Templários. A bula também reafirma a causa militar da ordem para com as causas da Igreja Católica e além de assegurar-lhe o benefício da salvação eterna. Junto com o reconhecimento e a segurança da salvação, outras bulas traziam benefícios e privilégios para as Ordens.
Estabelecemos que o domicílio ou o Templo, no qual estais congregados, para o louvor e glória de Deus e também para a defesa de seus fiéis e para ser libertada a igreja de Deus, com todos os seus bens e possessões, que no momento é legitimamente conhecido ter, ou que no futuro, por concessão do pontífice, por liberalidade régia ou principesca, por oblação dos fiéis ou por outro justo modo, pelo Deus eminente, tenha podido ser alcançado, pelo tempo futuro e em perpétuo, conste na tutela e proteção da Sé Apostólica. 
O nome deste bula corresponde às três primeiras palavras de capítulo 1, versículo 17 da Carta de Tiago: Omne Datum Optimum et omne donum perfectum Sursum est, descendens um luminum Patre, apud Quem não est nee vicissitudinis transmutatio obumbratio. (Todo dom precioso e toda boa dádiva perfeita vem do alto e desce do Pai das luzes, em quem não há mudança nem sombras de variação). 
Embora Omne Datum Optimum fosse uma bula incomum em si, ele foi seguido por bulas similares como a emitida por por Papa Celestino II, Milites Templi em 1144 e Papa Eugênio III Militia Dei em 1145, que, juntas, deram aos Templários uma extraordinária gama de direitos e privilégios. Entre outras coisas, a Ordem foi autorizada a construir suas próprias igrejas, enterrar seus mortos nessas terras da igreja e cobrar impostos sobre as propriedades dos Templários uma vez por ano. 